# Udeni-Zăvoi, Argeș
Udeni-Zăvoi este un sat în comuna Călinești din județul Argeș, Muntenia, România.